# Miloš Sreiović
Miloš Sreiović (serbisch-kyrillisch Милош Срејовић, wiss. Transliteration Милош Срејовић; * 12. April 1956) ist ein ehemaliger jugoslawischer Dreispringer serbischer Nationalität, der 1978 Europameister wurde.
Sreiović wurde 1975 und 1978 jugoslawischer Meister. Bei den Europameisterschaften 1978 in Prag gelang ihm ein Sprung von 16,94 Meter, mit dem er den klaren Favoriten Wiktor Sanejew um einen Zentimeter übertraf.
1980 trat Sreiović bei den Halleneuropameisterschaften in Sindelfingen an. Mit 16,13 Meter belegte er Rang 10. Seine Bestweite sprang er am 20. September 1981 in Sarajevo mit 17,01 Meter, die noch heute (Stand 31. Dezember 2006) serbischen Landesrekord bedeuten.